# هارولد ميتكالف
هارولد ميتكالف (بالألمانية: Harold Metcalf) (و. 1940 – م) هو فيزيائي، وأستاذ جامعي من الولايات المتحدة الأمريكية .